# Daskara
Daskara és una vila d'Iraq a uns 88 km al nord-est de Bagdad. Ocupa el lloc de l'antiga ciutat persa sassànida de Dastargird (en àrab Dastardjird), inicialment un centre de caravanes esdevingut vila. Fou fundada o refundada per Ormazd I (vers 272-273) i fou residència permanent de Còsroes II el victoriós (Khusraw II Parvez, 590-608), i per aquesta causa fou coneguda després per Dakarat al-Malik (Daskara del rei). Fou destruïda per l'emperador romà d'Orient Heracli i ocupada al cap de poc pels musulmans. Sota el califat fou centre d'un districte agrícola (tassudj) de l'astan (regió) de Shah Kubadh, i estació de caravanes cap a Khurasan. Aviat va quedar en mans dels kharigites i al segle ix el nom de la ciutat estava associat a aquest corrent islàmic.
Les ruïnes de la ciutat, que inclouen algunes construccions sassànides, són actualment a uns 15 km al sud de Shahruban, a la riba esquerra del Diyala, i foren descrites per Herzfeld el 1905; les ruïnes musulmanes són anomenades Eski Bagdad i ocupen unes 130 hectàrees rodejades d'un mur.